# Norbert od Xantena
Norbert iz Xantena (Gennep ili Xanten, 1080. – Magdeburg, 6. lipnja 1134.), kršćanski svetac i utemeljitelj Premonstratenškog reda. Kratko vrijeme djelovao je kao predstavnik kölnskog nadbiskupa kod cara Lotara III.[bolje bi bilo Lotar III. Sas] Od 1126. do 1134. godine bio je nadbiskup Magdeburga. Zaštitnik je magdeburške nadbiskupije te suzaštitnik Češke. Njegovo ime na staronjemačkom jeziku označuje “sjaj sa sjevera”.

## Životopis
Norbert je rođen u plemenitaškoj obitelji od oca Heriberta i majke Hedwige. Budući da je najstariji sin trebao naslijediti plemićki naslov i obiteljsko naslijeđe, mladi Norbert je poslan u sjemenište u dobi od 12 godina. U Xantenu postaje podđakon u službi kölnskog nadbiskupa. Ovom pozicijom napredovao je u svojoj službi, a kako za nju nije trebao primiti sakrament svetog reda mogao je i dalje voditi svjetovan život. Kasnije je prihvatio službu na dvoru Henrika V., cara Svetog Rimskog Carstva. I dalje izbjegava zaređenje za svećenika te odbija ponuđenu službu cambraiskog biskupa u Francuskoj. Velika prekretnica njegovog života dogodila se 1115. godine. Nakon teže nesreće, u kojoj ga je konj zbacio sa sedla te kasnije tijekom putovanja od Kölna prema Verdunu grom udara u njegovu neposrednu blizinu, produbljuje mu se vjera i napušta dvorsku službu i njenu materijalnu stabilnost. Ubrzo odlazi u benediktinski samostan u Siegburgu. Također posjećuje novo osnovani samostan augustinskih kanonika u Nizozemskom mjestu Kerkerade. Tamo se susreće i sa spisima svetog Augustina koji ga inspiriraju na reformu crkvenih kanonika kaptola u Xantenu. Postaje lutajući propovjednik te svojim govorima o crkvenoj reformi izaziva gnjev službene crkve te je optužen za herezu. Na sinodi u Fritzlaru oslobođen je optužba te odlučuje napustiti domovinu. Putuje Francuskom i propovijeda o pobožnom načinu života sličnom onom u ranom kršćanstvu (Vita apostolica). 
Vjerojatno po nagovoru pape Kalista II., laonski biskup dopušta Norbertu osnivanje i vodstvo samostana. Norbert nerado napušta život putujućeg propovjednika te izabire udaljenu šumsku udolinu Prémontré (pratum monstratum) gdje utemeljuje samostan i tako postaje "Klostergründer wider Willen" (osnivač samostana protiv svoje volje). Iz te male zajednice laika i duhovnika nastaje po “Reguli svetog Augustina” Premonstratenški red kojem papa Honorije II. 1126. godine izdaje odobrenje. Prvi redovnici samostana bili su Hugo od Fosse, sveti Evermode, Ralf iz Laona, Antonio od Nivellesa i sedam studenata poznate škole svetog Anselma. Mlada zajednica isprva je živjela u kolibama napravljenima od drveta i gline koje su bile raspoređene oko crkve svetog Ivana Krstitelja. Kasnije su sazidali veću crkvu s pripadajućim samostanom za redovničku zajednicu koja se kroz vrijeme brzo povećavala. Norbert nije sastavio norme redovničkog života, nego su prvi redovnici živjeli ugledajući se u primjer svog osnivača.
Papa Honorije II. imenovao ga je 1126. godine nadbiskupom Magdeburga. Reformama u nadbiskupiji zamjenjuje kanonike prvostolnog kaptola te dovodi na njihovo mjesto one iz Premonstratenškog reda. Bio je više puta meta pokušaja atentata, jer se reforme koje je provodio nisu svidjele mnogim neistomišljenicima. Norbert se zalagao za odvajanje svjetovne moći nad crkvom te je počeo popravljati “labavu” disciplinu klera. Promicao je sveopću reformu crkve i u pitanje je doveo posjedovanje imovine klera. Nakon što je 1130. godine izabran novi papa Inocent II. nasuprot protupape Anakleta II., Norbert je podržao Inocenta II. Savjetovao je i caru Lotaru II. da s vojskom otiđe u Rim kako bi vratio Inocenta II. na papinski tron.
Norbert umire 6. lipnja 1134. godine u Magdeburgu, gdje je pokopan u samostanskoj crkvi Premonstratenškog reda. Nakon što je 1526. godine u Magdeburgu propovijedao Martin Luther, sam grad postaje reformacijsko središte. Strahovski samostan u Pragu više je puta tražio prijenos tijela svetog Norberta, što je pošlo za rukom Strahovskom opatu tek 24. svibnja 1627. godine kada je tijelo konačno doneseno u Prag, gdje se i danas nalazi. Norbert je kanonizirao papa Grgur XIII. 1582. godine. Njegov spomendan slavi se 6. lipnja, dok se 24. svibnja slavi prijenos njegovih zemnih ostataka iz Magdeburga u Prag. Papa Ivan Pavao II. ga je 1981. godine proglasio zaštitnikom Magdeburga.

## Vanjske poveznice
- santiebeati.it(tal.)
- The Life and Miracles of St. Norbert (engl.)
- Founder Statue in St Peter's Basilica(engl.)
- Norbert von Xanten (von Prémontré)(njem.)
- Colonnade Statue in St Peter's Square(engl.)